# Derby Kraju Basków w piłce nożnej
Derby Kraju Basków (hiszp. Derbi vasco, bask. Euskal derbia) – nazwa meczów piłkarskich pomiędzy Realem Sociedad i Athletikiem Bilbao. Uosabiają one rywalizację między dwoma największymi miastami regionu – Bilbao i San Sebastián, stolicami sąsiadujących ze sobą prowincji Gipuzkoa i Bizkaia w Hiszpanii. Athletic Bilbao mecze w roli gospodarza rozgrywa na San Mamés, natomiast domowy obiekt Realu Sociedad to Estadio Anoeta.

## Statystyki

### Główne rozgrywki
Stan na 13 stycznia 2024
| Nazwa rozgrywek | Mecze | Zwycięstwa Athleticu Bilbao | Remisy | Zwycięstwa Realu Sociedad | Br+ | Br− |
| --------------- | ----- | --------------------------- | ------ | ------------------------- | --- | --- |
| La Liga         | 154   | 62                          | 39     | 53                        | 249 | 207 |
| Copa del Rey    | 21    | 9                           | 6      | 6                         | 27  | 21  |
| Razem           | 171   | 69                          | 45     | 57                        | 276 | 228 |

### Inne rozgrywki
| Nazwa rozgrywek     | Mecze | Zwycięstwa Athleticu Bilbao | Remisy | Zwycięstwa Realu Sociedad | Br+ | Br− |
| ------------------- | ----- | --------------------------- | ------ | ------------------------- | --- | --- |
| Copa de la Liga     | 2     | 0                           | 1      | 1                         | 3   | 4   |
| Mistrzostwa Północy | 8     | 4                           | 3      | 1                         | 13  | 7   |
| Puchar Basków       | 4     | 4                           | 0      | 0                         | 19  | 0   |
| Puchar Mistrzów     | 2     | 0                           | 1      | 1                         | 5   | 7   |
| Razem               | 16    | 8                           | 5      | 3                         | 40  | 18  |

## Lista oficjalnych meczów

### La Liga[3][4][5][6][7][8][9]
| Sezon     | Data       | Gospodarze      | Goście          | Wynik | Strzelcy goli dla gospodarzy                                      | Strzelcy goli dla gości                                      |
| --------- | ---------- | --------------- | --------------- | ----- | ----------------------------------------------------------------- | ------------------------------------------------------------ |
| 1928–1929 | 10/02/1929 | Real Sociedad   | Athletic Bilbao | 1–1   | Bienzobas (30)                                                    | Bergareche (43)                                              |
| 1928–1929 | 28/04/1929 | Athletic Bilbao | Real Sociedad   | 4–2   | Unamuno (34, 66), Juanín (k.50), Mandalúniz (73)                  | Cholín (8), Kiriki (33)                                      |
| 1929–1930 | 15/12/1929 | Athletic Bilbao | Real Sociedad   | 2–2   | Zaldúa (sam. 14), Unamuno (63)                                    | Ayestarán (2, 44)                                            |
| 1929–1930 | 16/02/1930 | Real Sociedad   | Athletic Bilbao | 1–7   | Cholín (16)                                                       | Gorostiza (19, 57, 66), Irargorri (21, 28, 52), Unamuno (59) |
| 1930–1931 | 14/12/1930 | Athletic Bilbao | Real Sociedad   | 6–1   | Uribe (14, 50), Garizurieta (30), Gorostiza (49, 85) Arana (66)   | Labarta (k.8)                                                |
| 1930–1931 | 15/02/1931 | Real Sociedad   | Athletic Bilbao | 1–0   | Bienzobas (28)                                                    | –                                                            |
| 1931–1932 | 10/01/1932 | Athletic Bilbao | Real Sociedad   | 5–1   | de la Fuente (2, 33), Uribe (20, 42), Roberto (31)                | Chivero (30)                                                 |
| 1931–1932 | 13/03/1932 | Real Sociedad   | Athletic Bilbao | 3–2   | Cholín (22, 30, 59)                                               | Arana (24, 66)                                               |
| 1932–1933 | 01/01/1933 | Real Sociedad   | Athletic Bilbao | 2–4   | Tolete (19), Chivero (30)                                         | José Iraragorri (5), Gorostiza (58, 62), Arana (89)          |
| 1932–1933 | 05/03/1933 | Athletic Bilbao | Real Sociedad   | 1–2   | Arana (18)                                                        | Santiago Urtizberea (5, 60)                                  |
| 1933–1934 | 17/12/1933 | Real Sociedad   | Athletic Bilbao | 3–0   | Ortega (23), Ipiña (38, 73)                                       | –                                                            |
| 1933–1934 | 18/02/1934 | Athletic Bilbao | Real Sociedad   | 2–1   | Gorostiza (30), Arana (73)                                        | Ipiña (20)                                                   |
| 1934–1935 | 02/03/1935 | Athletic Bilbao | Real Sociedad   | 7–0   | Elices (7, 68), Arana (12, 42, 82), Careaga (47), Mandalúniz (76) | –                                                            |
| 1934–1935 | 21/04/1935 | Real Sociedad   | Athletic Bilbao | 0–4   | –                                                                 | Iraragorri (24), Aromas (56), Careaga (64), Cilaurren (k.76) |
| 1941–1942 | 26/10/1941 | Athletic Bilbao | Real Sociedad   | 4–1   | Zarra (41, 72), Iriondo (53), Panizo (68)                         | Chipia (66)                                                  |
| 1941–1942 | 01/02/1942 | Real Sociedad   | Athletic Bilbao | 0–1   | –                                                                 | Iriondo (12)                                                 |
| 1943–1944 | 19/12/1943 | Real Sociedad   | Athletic Bilbao | 1–4   | Teran (k.70)                                                      | Iriondo (30), Zarra (63), Panizo (65, 75)                    |
| 1943–1944 | 02/04/1944 | Athletic Bilbao | Real Sociedad   | 3–0   | Escudero (32, 86), Panizo (k.36)                                  | –                                                            |
| 1947–1948 | 28/09/1947 | Athletic Bilbao | Real Sociedad   | 1–3   | Aldecoa (20)                                                      | Vázquez (24), Castivia (k.55, 73)                            |
| 1947–1948 | 11/01/1948 | Real Sociedad   | Athletic Bilbao | 0–3   | –                                                                 | Panizo (21), Iriondo (72), Zarra (89)                        |
| 1949–1950 | 11/09/1949 | Real Sociedad   | Athletic Bilbao | 2–3   | Gastón (26), Pérez Medrano (51)                                   | Venancio (10, 74), Bilbao Menchaca (51)                      |
| 1949–1950 | 18/12/1949 | Athletic Bilbao | Real Sociedad   | 5–2   | Gaínza (6), Zarra (46, 62, 88), Venancio (60)                     | Basabe (10), Caeiro (71)                                     |
| 1950–1951 | 29/10/1950 | Real Sociedad   | Athletic Bilbao | 3–0   | Epi (21, 71), Caeiro (59)                                         | –                                                            |
| 1950–1951 | 04/03/1951 | Athletic Bilbao | Real Sociedad   | 7–1   | Zarra (1, k.33, k.68, 80, 83), Canito (27), Panizo (61)           | Epi (76)                                                     |
| 1951–1952 | 16/12/1951 | Real Sociedad   | Athletic Bilbao | 1–4   | Gaínza (27)                                                       | Tini (25, 31, 65), Ontoria (k.61)                            |
| 1951–1952 | 13/04/1952 | Athletic Bilbao | Real Sociedad   | 4–1   | Gaínza (3), Tini (43, 88), Iriondo (80)                           | Basabe (55)                                                  |
| 1952–1953 | 28/09/1952 | Real Sociedad   | Athletic Bilbao | 3–1   | Galardi (56), Silvestre Igoa (68, 74)                             | Venancio (40)                                                |
| 1952–1953 | 01/02/1953 | Athletic Bilbao | Real Sociedad   | 6–1   | Gaínza (18), Iriondo (36), Panizo (47, 74), Zarra (52, 52)        | Epi (75)                                                     |
| 1953–1954 | 29/11/1953 | Athletic Bilbao | Real Sociedad   | 1–3   | Maguregui (28)                                                    | Paz (49), Canito (sam. 76), Iriondo (77)                     |
| 1953–1954 | 28/03/1954 | Real Sociedad   | Athletic Bilbao | 1–1   | Zubillaga (30)                                                    | Maguregui (74)                                               |
| 1954–1955 | 05/12/1954 | Real Sociedad   | Athletic Bilbao | 3–3   | Laguardia (20, 25), Echeveste (50)                                | Marcaida (7), Venancio (30), Artetxe (39)                    |
| 1954–1955 | 27/03/1955 | Athletic Bilbao | Real Sociedad   | 1–0   | Artetxe (70)                                                      | –                                                            |
| 1955–1956 | 30/10/1955 | Athletic Bilbao | Real Sociedad   | 3–0   | Serafín Areta (33), Artetxe (40), Maguregui (50)                  | –                                                            |
| 1955–1956 | 04/03/1956 | Real Sociedad   | Athletic Bilbao | 2–2   | Igoa (47), Maiztegui (89)                                         | Artetxe (50), Uribe (85)                                     |
| 1956–1957 | 21/10/1956 | Real Sociedad   | Athletic Bilbao | 3–4   | Laguardia (23, 37, 75)                                            | Artetxe (3), Merodio (26), Maguregui (36), Mauri (42)        |
| 1956–1957 | 10/02/1957 | Athletic Bilbao | Real Sociedad   | 2–0   | Marcaida (13, 51)                                                 | –                                                            |
| 1957–1958 | 01/12/1957 | Athletic Bilbao | Real Sociedad   | 2–2   | Uribe (k.61, k.73)                                                | Laguardia (15), Peporro (k.55)                               |
| 1957–1958 | 30/03/1958 | Real Sociedad   | Athletic Bilbao | 1–0   | Sarasqueta (28)                                                   | –                                                            |
| 1958–1959 | 09/11/1958 | Real Sociedad   | Athletic Bilbao | 1–1   | Gordejuela (46)                                                   | Mauri (39)                                                   |
| 1958–1959 | 08/03/1959 | Athletic Bilbao | Real Sociedad   | 1–0   | Uribe (k. 65)                                                     | –                                                            |
| 1959–1960 | 04/10/1959 | Athletic Bilbao | Real Sociedad   | 4–0   | Arieta (22), Marcaida (56, 57, 68)                                | –                                                            |
| 1959–1960 | 24/01/1960 | Real Sociedad   | Athletic Bilbao | 1–3   | Paz (61)                                                          | Marcaida (14), Beitia (18), Arieta (34)                      |
| 1960–1961 | 27/11/1960 | Athletic Bilbao | Real Sociedad   | 2–2   | Zorriketa (40), Arteche (75)                                      | Etura (sam. 82), Aguirregabiria (89)                         |
| 1960–1961 | 19/03/1961 | Real Sociedad   | Athletic Bilbao | 0–0   | –                                                                 | –                                                            |
| 1961–1962 | 17/09/1961 | Athletic Bilbao | Real Sociedad   | 3–3   | Merodio (51), Uribe (52), Aguirre (75)                            | Villa (24, 89), Cacho (64)                                   |
| 1961–1962 | 07/01/1962 | Real Sociedad   | Athletic Bilbao | 0–2   | –                                                                 | Arteche (11), Arieta (14)                                    |
| 1967–1968 | 12/11/1967 | Real Sociedad   | Athletic Bilbao | 1–1   | Silvestre (46)                                                    | Uriarte (14)                                                 |
| 1967–1968 | 03/03/1968 | Athletic Bilbao | Real Sociedad   | 1–1   | Koldo Aguirre (57)                                                | Mendiluce (72)                                               |
| 1968–1969 | 01/12/1968 | Athletic Bilbao | Real Sociedad   | 3–1   | Argoitia (3, 31), Estéfano (40)                                   | Arregui (k.37)                                               |
| 1968–1969 | 23/03/1969 | Real Sociedad   | Athletic Bilbao | 2–0   | Uriarte (20, 29)                                                  | –                                                            |
| 1969–1970 | 16/11/1969 | Athletic Bilbao | Real Sociedad   | 1–0   | Igartua (85)                                                      | –                                                            |
| 1969–1970 | 15/03/1970 | Real Sociedad   | Athletic Bilbao | 2–0   | Arambarri (38), Aranguren (sam. 45)                               | –                                                            |
| 1970–1971 | 13/12/1970 | Real Sociedad   | Athletic Bilbao | 2–1   | Boronat (69), Corcuera (74)                                       | Argoitia (12)                                                |
| 1970–1971 | 04/04/1971 | Athletic Bilbao | Real Sociedad   | 1–1   | Zubiaga (82)                                                      | Boronat (89)                                                 |
| 1971–1972 | 06/01/1972 | Athletic Bilbao | Real Sociedad   | 1–2   | Uriarte (58)                                                      | Ansola (38, 57)                                              |
| 1971–1972 | 07/05/1972 | Real Sociedad   | Athletic Bilbao | 1–0   | Corcuera (k. 80)                                                  | –                                                            |
| 1972–1973 | 07/01/1973 | Athletic Bilbao | Real Sociedad   | 2–1   | Lasa(78), Txetxu Rojo (84)                                        | Boronat (25)                                                 |
| 1972–1973 | 20/05/1973 | Real Sociedad   | Athletic Bilbao | 1–0   | Muruzábal (29)                                                    | –                                                            |
| 1973–1974 | 16/09/1973 | Real Sociedad   | Athletic Bilbao | 2–1   | Amas (11), Ansola (81)                                            | Txetxu Rojo (67)                                             |
| 1973–1974 | 27/01/1974 | Athletic Bilbao | Real Sociedad   | 1–2   | Uriarte (33)                                                      | Amas (1, 69)                                                 |
| 1974–1975 | 12/01/1975 | Real Sociedad   | Athletic Bilbao | 3–0   | L. Murillo (18, 52), Araquistáin(60)                              | –                                                            |
| 1974–1975 | 18/05/1975 | Athletic Bilbao | Real Sociedad   | 2–1   | Gaztelu (46, 63)                                                  | Carlos Ruiz (63)                                             |
| 1975–1976 | 30/11/1975 | Athletic Bilbao | Real Sociedad   | 2–0   | Dani (50), Irureta (58)                                           | –                                                            |
| 1975–1976 | 28/03/1976 | Real Sociedad   | Athletic Bilbao | 3–2   | Muruzábal (11, 59, k. 83)                                         | Otaolea (3), Irureta (71)                                    |
| 1976–1977 | 05/12/1976 | Real Sociedad   | Athletic Bilbao | 5–0   | Gaztelu (3, k. 88), Satrústegui (27, 31), Zamorra (72)            | –                                                            |
| 1976–1977 | 24/04/1977 | Athletic Bilbao | Real Sociedad   | 4–2   | Churruca (1), Carlos Ruiz (38), Dani (k. 57, 60)                  | Satrústegui (2, 25)                                          |
| 1977–1978 | 08/01/1978 | Athletic Bilbao | Real Sociedad   | 1–0   | Dani (8)                                                          | –                                                            |
| 1977–1978 | 30/04/1978 | Real Sociedad   | Athletic Bilbao | 2–1   | Satrústegui (35, 53)                                              | Dani (63)                                                    |
| 1978–1979 | 21/01/1979 | Real Sociedad   | Athletic Bilbao | 2–1   | Satrústegui (11), Núñez (sam.72)                                  | Dani (89)                                                    |
| 1978–1979 | 03/06/1979 | Athletic Bilbao | Real Sociedad   | 1–1   | Goikoetxea (54)                                                   | Agustín Gajate (75)                                          |
| 1979–1980 | 16/09/1979 | Athletic Bilbao | Real Sociedad   | 0–1   | –                                                                 | Satrústegui (3)                                              |
| 1979–1980 | 03/02/1980 | Real Sociedad   | Athletic Bilbao | 4–0   | Satrústegui (14), Zamorra (44), Olaizola (46), Idígoras (87)      | –                                                            |
| 1980–1981 | 30/11/1980 | Real Sociedad   | Athletic Bilbao | 4–1   | Satrústegui (1, 15), López Ufarte (59, 79)                        | Endika (87)                                                  |
| 1980–1981 | 29/03/1981 | Athletic Bilbao | Real Sociedad   | 0–2   | –                                                                 | Satrústegui (57, 89)                                         |
| 1981–1982 | 27/12/1981 | Athletic Bilbao | Real Sociedad   | 1–1   | Urkiaga (65)                                                      | Kortabarria (k. 49)                                          |
| 1981–1982 | 25/04/1982 | Real Sociedad   | Athletic Bilbao | 2–1   | Zamorra (54), López Ufarte (67)                                   | Sarabia (87)                                                 |
| 1982–1983 | 19/12/1982 | Real Sociedad   | Athletic Bilbao | 1–1   | Uralde (60)                                                       | Dani (86)                                                    |
| 1982–1983 | 17/04/1983 | Athletic Bilbao | Real Sociedad   | 2–0   | Dani (26), Sukia (sam. 69)                                        | –                                                            |
| 1983–1984 | 01/01/1984 | Real Sociedad   | Athletic Bilbao | 0–1   | –                                                                 | Argote (14)                                                  |
| 1983–1984 | 29/04/1984 | Athletic Bilbao | Real Sociedad   | 2–1   | Liceranzu (18, 79)                                                | López Ufarte (68)                                            |
| 1984–1985 | 21/12/1984 | Athletic Bilbao | Real Sociedad   | 1–1   | Julio Salinas (14)                                                | López Ufarte (33)                                            |
| 1984–1985 | 17/03/1985 | Real Sociedad   | Athletic Bilbao | 1–2   | Uralde (70)                                                       | Larrañaha (sam. 66), Julio Salinas (71)                      |
| 1985–1986 | 10/11/1985 | Athletic Bilbao | Real Sociedad   | 2–0   | Endika (4), Sarabia (61)                                          | –                                                            |
| 1985–1986 | 09/03/1986 | Real Sociedad   | Athletic Bilbao | 1–0   | Uralde (34)                                                       | –                                                            |
| 1986–1987 | 14/09/1986 | Athletic Bilbao | Real Sociedad   | 1–1   | Sarabia (12)                                                      | Bakero (26)                                                  |
| 1986–1987 | 04/01/1987 | Real Sociedad   | Athletic Bilbao | 2–1   | Bakero (40), Mujica (70)                                          | Patxi Salinas (1),                                           |
| 1987–1988 | 18/10/1987 | Athletic Bilbao | Real Sociedad   | 1–4   | Andoni Ayarza (77)                                                | Begiristain (9, 88), Loren (20), Bakero (30)                 |
| 1987–1988 | 06/03/1988 | Real Sociedad   | Athletic Bilbao | 0–1   | –                                                                 | Joseba (9)                                                   |
| 1988–1989 | 06/11/1988 | Real Sociedad   | Athletic Bilbao | 1–0   | Loinaz (79)                                                       | –                                                            |
| 1988–1989 | 16/04/1989 | Athletic Bilbao | Real Sociedad   | 2–3   | Uralde (71), Garitano (72)                                        | Carlos Martínez (43), Zamorra (52), Loren (84)               |
| 1989–1990 | 03/09/1989 | Athletic Bilbao | Real Sociedad   | 1–0   | Garitano (k. 59)                                                  | –                                                            |
| 1989–1990 | 21/01/1990 | Real Sociedad   | Athletic Bilbao | 0–0   | –                                                                 | –                                                            |
| 1990–1991 | 25/11/1990 | Real Sociedad   | Athletic Bilbao | 0–1   | –                                                                 | Luke (48)                                                    |
| 1990–1991 | 20/04/1991 | Athletic Bilbao | Real Sociedad   | 2–1   | Valverde (1), Luke (79)                                           | Atkinson (79)                                                |
| 1991–1992 | 17/11/1991 | Real Sociedad   | Athletic Bilbao | 2–0   | Oceano (k. 69), Ziganda (sam. 77)                                 | –                                                            |
| 1991–1992 | 04/04/1992 | Athletic Bilbao | Real Sociedad   | 2–1   | Ziganda (65), Garitano (k. 79)                                    | Salinas (sam. 1)                                             |
| 1992–1993 | 18/10/1992 | Athletic Bilbao | Real Sociedad   | 2–0   | Valverde (23), Ziganda (39)                                       | –                                                            |
| 1992–1993 | 14/03/1993 | Real Sociedad   | Athletic Bilbao | 1–0   | Alkiza (19)                                                       | –                                                            |
| 1993–1994 | 09/01/1994 | Athletic Bilbao | Real Sociedad   | 0–0   | –                                                                 | –                                                            |
| 1993–1994 | 08/05/1994 | Real Sociedad   | Athletic Bilbao | 0–0   | –                                                                 | –                                                            |
| 1994–1995 | 08/01/1995 | Athletic Bilbao | Real Sociedad   | 0–0   | –                                                                 | –                                                            |
| 1994–1995 | 28/05/1995 | Real Sociedad   | Athletic Bilbao | 5–0   | Kodro (11, 24, 59), De Pedro (17), Idiakez (55)                   | –                                                            |
| 1995–1996 | 07/01/1996 | Athletic Bilbao | Real Sociedad   | 0–0   | –                                                                 | –                                                            |
| 1995–1996 | 19/05/1996 | Real Sociedad   | Athletic Bilbao | 2–2   | Craioveanu (1), Albístegui (28)                                   | Guerrero (28), Garitano (k. 62)                              |
| 1996–1997 | 02/10/1996 | Athletic Bilbao | Real Sociedad   | 1–3   | Ziganda (35)                                                      | Craioveanu (24), De Paula (31), Idiakez (83)                 |
| 1996–1997 | 02/03/1997 | Real Sociedad   | Athletic Bilbao | 0–0   | –                                                                 | –                                                            |
| 1997–1998 | 05/10/1997 | Athletic Bilbao | Real Sociedad   | 1–1   | Javi González (39)                                                | Craioveanu (k. 71)                                           |
| 1997–1998 | 08/02/1998 | Real Sociedad   | Athletic Bilbao | 1–1   | Javi Gracia (89)                                                  | Larrazábal (8)                                               |
| 1998–1999 | 08/11/1998 | Real Sociedad   | Athletic Bilbao | 3–1   | De Paula (3), Sá Pinto (12), Kovacevic                            | Larrazábal (k. 89)                                           |
| 1998–1999 | 04/04/1999 | Athletic Bilbao | Real Sociedad   | 0–0   | –                                                                 | –                                                            |
| 1999–2000 | 05/12/1999 | Athletic Bilbao | Real Sociedad   | 1–1   | Etxeberria (26)                                                   | Aranburu (65)                                                |
| 1999–2000 | 16/04/2000 | Real Sociedad   | Athletic Bilbao | 4–1   | Aranzábal (36), Chochłow (50), De Pedro (56, 89)                  | Pikabea (sam. 35)                                            |
| 2000–2001 | 14/01/2001 | Real Sociedad   | Athletic Bilbao | 0–2   | –                                                                 | Etxeberria (37, 80)                                          |
| 2000–2001 | 10/06/2001 | Athletic Bilbao | Real Sociedad   | 1–3   | Urzaiz (72)                                                       | Jankauskas (29), De Pedro (39), Idiakez (k. 86)              |
| 2001–2002 | 26/08/2001 | Real Sociedad   | Athletic Bilbao | 1–3   | Chochłow (17)                                                     | Urzaiz (15, 83), Tiko (75)                                   |
| 2001–2002 | 12/01/2002 | Athletic Bilbao | Real Sociedad   | 2–1   | Tiko (39, 59)                                                     | De Pedro (45)                                                |
| 2002–2003 | 01/09/2002 | Real Sociedad   | Athletic Bilbao | 4–2   | Karpin (27), Kahveci (32, 61), Kovacevic(75)                      | Carlos Gurpegi (29, 75)                                      |
| 2002–2003 | 02/02/2003 | Athletic Bilbao | Real Sociedad   | 3–0   | Etxeberria (18, 74), Ezquerro (90)                                | –                                                            |
| 2003–2004 | 27/09/2003 | Athletic Bilbao | Real Sociedad   | 1–0   | Tiko (80)                                                         | –                                                            |
| 2003–2004 | 14/02/2004 | Real Sociedad   | Athletic Bilbao | 1–1   | Yeste (14)                                                        | Kahveci (39)                                                 |
| 2004–2005 | 21/11/2004 | Real Sociedad   | Athletic Bilbao | 3–2   | Kahveci (57, 62), Gabilondo (73)                                  | Ezquerro (40), Urzaiz (42)                                   |
| 2004–2005 | 9/04/2005  | Athletic Bilbao | Real Sociedad   | 3–0   | Ezquerro (36), Yeste (74), Tiko (90+2)                            | –                                                            |
| 2005–2006 | 27/08/2005 | Athletic Bilbao | Real Sociedad   | 3–0   | Yeste (47), Llorente (51), Luis Prieto (80)                       | –                                                            |
| 2005–2006 | 22/01/2006 | Real Sociedad   | Athletic Bilbao | 3–3   | Kahveci (6, 37), Skoubo (68)                                      | Aduriz (47, 67), Iraola (90+1)                               |
| 2006–2007 | 27/08/2006 | Athletic Bilbao | Real Sociedad   | 1–1   | Aduriz (38)                                                       | Aranburu (87)                                                |
| 2006–2007 | 28/01/2007 | Real Sociedad   | Athletic Bilbao | 0–2   | –                                                                 | Iraola (12, 68)                                              |
| 2010–2011 | 05/12/2010 | Real Sociedad   | Athletic Bilbao | 2–0   | Prieto (k. 26), San José (o.g. 49)                                | –                                                            |
| 2010–2011 | 23/04/2011 | Athletic Bilbao | Real Sociedad   | 2–1   | Muniain (17), Toquero (29)                                        | J. Martínez (sam. 31)                                        |
| 2011–2012 | 02/10/2011 | Real Sociedad   | Athletic Bilbao | 1–2   | I. Martínez (61)                                                  | Llorente (34, 70)                                            |
| 2011–2012 | 04/03/2012 | Athletic Bilbao | Real Sociedad   | 2–0   | Susaeta (25, 81)                                                  | –                                                            |
| 2012–2013 | 29/09/2012 | Real Sociedad   | Athletic Bilbao | 2–0   | Griezmann (62), Vela (k. 72)                                      | –                                                            |
| 2012–2013 | 23/02/2013 | Athletic Bilbao | Real Sociedad   | 1–3   | Ibai (30)                                                         | Griezmann (34), Agirretxe (67), Vela (76)                    |
| 2013–2014 | 5/01/2014  | Real Sociedad   | Athletic Bilbao | 2–0   | Griezmann (43), Pardo (90+3)                                      | –                                                            |
| 2013–2014 | 11/05/2014 | Athletic Bilbao | Real Sociedad   | 1–1   | Muniain (50)                                                      | Agirretxe (75)                                               |
| 2014–2015 | 14/12/2014 | Real Sociedad   | Athletic Bilbao | 1–1   | Vela (3)                                                          | De Marcos (61)                                               |
| 2014–2015 | 28/04/2015 | Athletic Bilbao | Real Sociedad   | 1–1   | Aduriz (p. 52)                                                    | De la Bella (60)                                             |
| 2015–2016 | 26/09/2015 | Real Sociedad   | Athletic Bilbao | 0–0   | –                                                                 | –                                                            |
| 2015–2016 | 21/02/2016 | Athletic Bilbao | Real Sociedad   | 0–1   | –                                                                 | Jonathas (17)                                                |
| 2016–2017 | 16/10/2016 | Athletic Bilbao | Real Sociedad   | 3–2   | Muniain (51), Aduriz (60), Williams (72)                          | Zurutuza (16), Iñigo Martínez (83)                           |
| 2016–2017 | 12/03/2017 | Real Sociedad   | Athletic Bilbao | 0–2   | –                                                                 | Raúl García (k. 28), Williams (56)                           |
| 2017–2018 | 16/12/2017 | Athletic Bilbao | Real Sociedad   | 0–0   | –                                                                 | –                                                            |
| 2017–2018 | 28/04/2018 | Real Sociedad   | Athletic Bilbao | 3–1   | San José (sam. 15, sam. 54), Oyarzabal (36)                       | Raúl García (k. 59)                                          |
| 2018–2019 | 05/10/2018 | Athletic Bilbao | Real Sociedad   | 1–3   | Muniain (32)                                                      | Oyarzabal (k. 30, k. 74), Sangalli (47)                      |
| 2018–2019 | 02/02/2019 | Real Sociedad   | Athletic Bilbao | 2–1   | Oyarzabal (16), Willian José (45)                                 | R. García (82)                                               |
| 2019–2020 | 30/08/2019 | Athletic Bilbao | Real Sociedad   | 2–0   | Williams (11), R. García (29)                                     | –                                                            |
| 2019–2020 | 09/02/2020 | Real Sociedad   | Athletic Bilbao | 2–1   | Portu (65), Isak (83)                                             | Williams (71)                                                |
| 2020–2021 | 31/12/2020 | Athletic Bilbao | Real Sociedad   | 0–1   | –                                                                 | Portu (5)                                                    |
| 2020–2021 | 07/04/2021 | Real Sociedad   | Athletic Bilbao | 1–1   | R. Lopez (89)                                                     | A. Villalibre (85)                                           |
| 2021-2022 | 31/10/2021 | Real Sociedad   | Athletic Bilbao | 1–1   | A. Isak (58, k.)                                                  | I. Muniain (90+1)                                            |
| 2021-2022 | 20/02/2022 | Athletic Bilbao | Real Sociedad   | 4–0   | D. Vivian (68), O. Sancet (72), I. Williams (80), I. Muniain (89) | –                                                            |

### Puchar Króla[12]
| Sezon   | Data       | Gospodarze      | Goście                         | Wynik | Strzelcy goli dla gospodarzy                             | Strzelcy goli dla gości    |
| ------- | ---------- | --------------- | ------------------------------ | ----- | -------------------------------------------------------- | -------------------------- |
| 1909    | 04/04/1909 | Athletic Bilbao | Club Ciclista de San Sebastián | 2–4   | McGuinness x 3 (1 k.), Simmons (k.)                      | Saura (k.), Mortimer       |
| 1910    | 20/03/1910 | Athletic Bilbao | Vasconia San Sebastian         | 1–0   | –                                                        | Iza 56'                    |
| 1923    | 22/04/1923 | Real Sociedad   | Athletic Bilbao                | 0–0   | –                                                        | –                          |
| 1923    | 29/04/1923 | Athletic Bilbao | Real Sociedad                  | 2–0   | Germán 18', Carmelo 44'                                  | –                          |
| 1930    | 20/04/1930 | Athletic Bilbao | Real Sociedad                  | 4–1   | Chirri II 4', Gorostiza 32', Iraragorri 49', Unamuno 52' | Cholín 2'                  |
| 1930    | 27/04/1930 | Real Sociedad   | Athletic Bilbao                | 1–1   | Marculeta 52'                                            | Gorostiza 25'              |
| 1960–61 | 21/05/1961 | Athletic Bilbao | Real Sociedad                  | 3–1   | Areta III 56', 75', Merodio 64                           | Echarri 36'                |
| 1960–61 | 28/05/1961 | Real Sociedad   | Athletic Bilbao                | 1–2   | Ribera 45'                                               | Arieta I 24', 84'          |
| 1971–72 | 18/06/1972 | Real Sociedad   | Athletic Bilbao                | 1–1   | Urreisti 59'                                             | Rojo I 90'                 |
| 1971–72 | 24/06/1972 | Athletic Bilbao | Real Sociedad                  | 2–0   | Guisasola 22', Carlos 83'                                | –                          |
| 1974–75 | 08/06/1975 | Real Sociedad   | Athletic Bilbao                | 3–1   | Murillo I 10', 57', Idígoras 17'                         | Amorrortu 23'              |
| 1974–75 | 15/06/1975 | Athletic Bilbao | Real Sociedad                  | 3–1   | Villar 38', Carlos 50', Dani 72'                         | Gaztelu 39'                |
| 1981–82 | 03/02/1982 | Athletic Bilbao | Real Sociedad                  | 1–0   | Dani 29'                                                 | –                          |
| 1981–82 | 17/02/1982 | Real Sociedad   | Athletic Bilbao                | 3–2   | Kortabarria 6' (k.), Uralde 62', Satrústegui 71'         | Sarabia 58', Dani 65' (k.) |
| 1983–84 | 25/01/1984 | Athletic Bilbao | Real Sociedad                  | 0–0   | –                                                        | –                          |
| 1983–84 | 08/02/1984 | Real Sociedad   | Athletic Bilbao                | 1–1   | Celayeta (49)                                            | Sarabia (60)               |
| 1984–85 | 17/04/1985 | Athletic Bilbao | Real Sociedad                  | 2–0   | Dani (25), J Salinas (54)                                | –                          |
| 1984–85 | 16/05/1985 | Real Sociedad   | Athletic Bilbao                | 2–1   | Uralde (88), Zamora (90)                                 | Gallego 22'                |
| 1986–87 | 03/06/1987 | Real Sociedad   | Athletic Bilbao                | 0–0   | –                                                        | –                          |
| 1986–87 | 10/06/1987 | Athletic Bilbao | Real Sociedad                  | 0–1   | –                                                        | J Bakero (25)              |
| 2020–21 | 03/04/2021 | Real Sociedad   | Athletic Bilbao                | 1–0   | Mikel Oyarzabal (63, k.)                                 | –                          |

### Puchar Ligi
| Sezon | Data       | Gospodarze      | Goście          | Wynik | Strzelcy bramek dla gospodarzy   | Strzelcy bramek dla gości |
| ----- | ---------- | --------------- | --------------- | ----- | -------------------------------- | ------------------------- |
| 1986  | 04/05/1986 | Real Sociedad   | Athletic Bilbao | 2–1   | Mújika 52', Uralde 69'           | Gallego 58'               |
| 1986  | 08/05/1986 | Athletic Bilbao | Real Sociedad   | 2–2   | De la Fuente 64, Sarriugarte 87' | Uralde 7', Mújika 48'     |

### Turniej Mistrzów (1927)
| Sezon   | Data       | Gospodarze      | Goście          | Wynik |
| ------- | ---------- | --------------- | --------------- | ----- |
| 1927–28 | 12/10/1927 | Athletic Bilbao | Real Sociedad   | 3–3   |
| 1927–28 | 29/01/1928 | Real Sociedad   | Athletic Bilbao | 4–2   |

### Mistrzostwa Północy (1914–1918)
| Sezon   | Data       | Gospodarze      | Goście          | Wynik |
| ------- | ---------- | --------------- | --------------- | ----- |
| 1913–14 | 12/07/1913 | Real Sociedad   | Athletic Bilbao | 1–1   |
| 1913–14 | 15/02/1914 | Athletic Bilbao | Real Sociedad   | 3–2   |
| 1915–16 | 24/10/1915 | Real Sociedad   | Athletic Bilbao | 2–0   |
| 1915–16 | 09/01/1916 | Athletic Bilbao | Real Sociedad   | 4–0   |
| 1917–18 | 28/10/1917 | Athletic Bilbao | Real Sociedad   | 1–0   |
| 1917–18 | 08/12/1917 | Real Sociedad   | Athletic Bilbao | 0–0   |
| 1917–18 | 27/01/1918 | Athletic Bilbao | Real Sociedad   | 2–0   |
| 1917–18 | 17/02/1918 | Real Sociedad   | Athletic Bilbao | 2–2   |

### Puchar Basków (1934–1936)
| Sezon   | Data       | Gospodarze      | Goście          | Wynik |
| ------- | ---------- | --------------- | --------------- | ----- |
| 1934–35 | 11/11/1934 | Donostia        | Athletic Bilbao | 0–6   |
| 1934–35 | 25/11/1934 | Athletic Bilbao | Donostia        | 4–0   |
| 1935–36 | 22/09/1935 | Athletic Bilbao | Donostia        | 7–0   |
| 1935–36 | 27/10/1935 | Donostia        | Athletic Bilbao | 0–2   |

## Porównanie miejsc w lidze w poszczególnych sezonach
| P. | 29 | 30 | 31 | 32 | 33 | 34 | 35 | 36 | 40 | 41 | 42 | 43 | 44 | 45 | 46 | 47 | 48 | 49 | 50 | 51 | 52 | 53 | 54 | 55 | 56 | 57 | 58 | 59 | 60 | 61 | 62 | 63 | 64 | 65 | 66 | 67 | 68 | 69 | 70 | 71 | 72 | 73 | 74 | 75 | 76 | 77 | 78 | 79 | 80 | 81 | 82 | 83 | 84 | 85 | 86 | 87 | 88 | 89 | 90 | 91 | 92 | 93 | 94 | 95 | 96 | 97 | 98 | 99 | 00 | 01 | 02 | 03 | 04 | 05 | 06 | 07 | 08 | 09 | 10 | 11 | 12 | 13 | 14 | 15 | 16 | 17 | 18 | 19 | 20 |
| -- | -- | -- | -- | -- | -- | -- | -- | -- | -- | -- | -- | -- | -- | -- | -- | -- | -- | -- | -- | -- | -- | -- | -- | -- | -- | -- | -- | -- | -- | -- | -- | -- | -- | -- | -- | -- | -- | -- | -- | -- | -- | -- | -- | -- | -- | -- | -- | -- | -- | -- | -- | -- | -- | -- | -- | -- | -- | -- | -- | -- | -- | -- | -- | -- | -- | -- | -- | -- | -- | -- | -- | -- | -- | -- | -- | -- | -- | -- | -- | -- | -- | -- | -- | -- | -- | -- | -- | -- | -- |
| 1  |    | 1  | 1  |    |    | 1  |    | 1  |    |    |    | 1  |    |    |    |    |    |    |    |    |    |    |    |    | 1  |    |    |    |    |    |    |    |    |    |    |    |    |    |    |    |    |    |    |    |    |    |    |    |    | 1  | 1  | 1  | 1  |    |    |    |    |    |    |    |    |    |    |    |    |    |    |    |    |    |    |    |    |    |    |    |    |    |    |    |    |    |    |    |    |    |    |    |    |
| 2  |    |    |    | 2  | 2  |    |    |    |    | 2  |    |    |    |    |    | 2  |    |    |    |    | 2  |    |    |    |    |    |    |    |    |    |    |    |    |    |    |    |    |    | 2  |    |    |    |    |    |    |    |    |    | 2  |    |    |    |    |    |    |    | 2  |    |    |    |    |    |    |    |    |    | 2  |    |    |    |    | 2  |    |    |    |    |    |    |    |    |    |    |    |    |    |    |    |    |    |
| 3  | 3  |    | 3  |    |    |    |    |    | 3  |    |    |    |    |    | 3  |    |    |    |    |    |    |    |    | 3  |    |    |    | 3  | 3  |    |    |    |    |    |    |    |    |    |    |    |    |    |    |    |    | 3  | 3  |    |    |    |    |    |    | 3  | 3  |    |    |    |    |    |    |    |    |    |    |    | 3  |    |    |    |    |    |    |    |    |    |    |    |    |    |    |    |    |    |    |    |    |    |    |
| 4  | 4  |    |    |    |    |    | 4  |    |    |    |    |    |    |    |    |    |    |    |    |    |    |    |    |    |    | 4  |    |    |    |    |    |    |    |    |    |    |    |    |    |    |    |    | 4  | 4  |    |    |    | 4  |    |    | 4  |    |    |    |    |    | 4  |    |    |    |    |    |    |    |    |    |    |    |    |    |    |    |    |    |    |    |    |    |    |    |    | 4  | 4  |    |    |    |    |    |    |
| 5  |    |    |    |    |    | 5  |    |    |    |    |    |    |    |    |    |    |    |    |    | 5  |    |    |    |    |    |    |    |    |    |    | 5  |    |    |    | 5  |    |    |    |    | 5  |    |    | 5  |    | 5  |    |    |    |    |    |    |    |    |    |    |    |    |    | 5  |    | 5  |    | 5  |    |    |    |    |    |    |    |    |    | 5  |    |    |    |    |    |    |    |    |    |    |    | 5  |    |    |    |    |
| 6  |    |    |    |    | 6  |    |    |    |    |    |    |    |    | 6  |    |    | 6  | 6  | 6  |    |    | 6  | 6  |    |    |    | 6  |    |    |    |    |    |    |    |    |    |    |    |    |    |    |    |    |    |    |    |    |    |    |    |    |    | 6  |    |    |    |    |    |    |    |    |    |    |    |    | 6  |    |    |    |    |    |    |    |    |    |    |    |    |    | 6  |    |    |    |    |    | 6  |    |    | 6  |
| 7  |    | 7  |    |    |    |    |    |    |    |    | 7  |    |    |    |    |    |    |    |    | 7  |    |    |    |    |    |    |    |    |    | 7  |    |    |    | 7  |    | 7  | 7  | 7  | 7  |    |    | 7  |    |    |    |    |    |    | 7  |    |    | 7  |    | 7  | 7  |    |    | 7  |    |    |    |    |    |    | 7  |    |    |    |    |    |    | 7  |    |    |    |    |    |    |    |    |    |    | 7  | 7  |    | 7  |    |    |    |
| 8  |    |    |    | 8  |    |    |    |    |    |    |    |    |    |    |    |    |    |    | 8  |    |    |    |    |    | 8  |    |    |    |    | 8  |    |    | 8  |    |    |    |    |    |    | 8  | 8  |    |    |    | 8  | 8  |    |    |    |    |    |    |    |    |    |    |    |    |    |    |    | 8  |    | 8  |    | 8  |    | 8  |    |    |    |    |    |    |    |    |    |    | 8  |    |    |    |    |    |    |    |    | 8  |    |
| 9  |    |    |    |    |    |    |    |    |    |    |    |    |    |    |    |    |    |    |    |    |    |    | 9  |    |    |    | 9  |    |    |    |    |    |    |    |    |    |    |    |    |    | 9  | 9  |    |    |    |    |    | 9  |    | 9  |    |    |    |    |    |    |    |    |    |    |    |    |    |    |    |    |    |    |    |    | 9  |    |    | 9  |    |    |    |    |    |    |    |    |    |    | 9  |    |    | 9  |    |
| 10 |    |    |    |    |    |    |    |    |    |    |    |    | 10 |    |    |    |    |    |    |    | 10 | 10 |    |    |    |    |    | 10 |    |    |    | 10 |    |    |    |    |    |    |    |    |    |    |    | 10 |    |    |    |    |    |    |    |    |    |    |    | 10 |    |    |    |    |    |    |    |    |    |    |    | 10 |    |    |    |    |    |    |    |    |    |    |    |    | 10 |    |    |    |    |    |    |    |    |
| 11 |    |    |    |    |    |    | 11 |    |    |    |    |    |    |    |    |    |    |    |    |    |    |    |    |    |    |    |    |    |    |    |    |    |    |    |    |    |    | 11 |    |    |    |    |    |    |    |    | 11 |    |    |    |    |    |    |    |    |    |    | 11 |    |    |    |    | 11 | 11 |    |    |    |    | 11 |    |    |    |    |    |    |    | 11 |    |    |    |    |    |    |    |    |    |    |    | 11 |
| 12 |    |    |    |    |    |    |    |    |    |    |    |    |    |    |    |    |    |    |    |    |    |    |    |    |    | 12 |    |    |    |    |    |    |    |    |    |    |    |    |    |    |    |    |    |    |    |    |    |    |    |    |    |    |    |    |    |    |    |    | 12 | 12 |    |    |    |    |    |    |    |    |    | 12 |    |    |    |    | 12 |    |    |    |    |    | 12 | 12 |    | 12 |    |    | 12 |    |    |
| 13 |    |    |    |    |    |    |    |    |    |    |    |    | 13 |    |    |    | 13 |    |    |    |    |    |    |    |    |    |    |    |    |    |    |    |    |    |    |    |    |    |    |    |    |    |    |    |    |    |    |    |    |    |    |    |    |    |    | 13 |    |    |    | 13 |    | 13 |    |    |    |    |    |    | 13 | 13 | 13 |    |    |    |    |    |    | 13 |    |    |    |    |    |    |    |    |    |    |    |
| 14 |    |    |    |    |    |    |    |    |    |    | 14 |    |    |    |    |    |    |    |    |    |    |    |    | 14 |    |    |    |    | 14 |    |    |    |    |    |    |    | 14 |    |    |    |    |    |    |    |    |    |    |    |    |    |    |    |    |    |    |    |    |    |    |    | 14 |    |    |    |    |    |    |    |    |    |    |    |    | 14 |    |    |    |    |    |    |    |    |    |    |    |    |    |    |    |
| 15 |    |    |    |    |    |    |    |    |    |    |    |    |    |    |    |    |    |    |    |    |    |    |    |    |    |    |    |    |    |    | 15 |    |    |    |    |    |    |    |    |    |    |    |    |    |    |    |    |    |    |    |    |    |    |    |    |    |    |    |    |    |    |    |    |    | 15 |    |    |    |    |    |    |    | 15 |    |    |    |    |    |    | 15 |    |    |    |    |    |    |    |    |    |
| 16 |    |    |    |    |    |    |    |    |    |    |    |    |    |    |    |    |    |    |    |    |    |    |    |    |    |    |    |    |    |    |    |    |    |    |    |    |    |    |    |    |    |    |    |    |    |    |    |    |    |    |    |    |    |    |    |    |    |    |    |    |    |    |    |    |    |    |    |    |    |    |    |    |    |    | 16 |    |    |    |    |    |    |    |    |    |    |    | 16 |    |    |
| 17 |    |    |    |    |    |    |    |    |    |    |    |    |    |    |    |    |    |    |    |    |    |    |    |    |    |    |    |    |    |    |    |    |    |    |    |    |    |    |    |    |    |    |    |    |    |    |    |    |    |    |    |    |    |    |    |    |    |    |    |    |    |    |    |    |    |    |    |    |    |    |    |    |    |    |    | 17 |    |    |    |    |    |    |    |    |    |    |    |    |    |
| 18 |    |    |    |    |    |    |    |    |    |    |    |    |    |    |    |    |    |    |    |    |    |    |    |    |    |    |    |    |    |    |    |    |    |    |    |    |    |    |    |    |    |    |    |    |    |    |    |    |    |    |    |    |    |    |    |    |    |    |    |    |    |    |    |    |    |    |    |    |    |    |    |    |    |    |    |    |    |    |    |    |    |    |    |    |    |    |    |    |    |
| 19 |    |    |    |    |    |    |    |    |    |    |    |    |    |    |    |    |    |    |    |    |    |    |    |    |    |    |    |    |    |    |    |    |    |    |    |    |    |    |    |    |    |    |    |    |    |    |    |    |    |    |    |    |    |    |    |    |    |    |    |    |    |    |    |    |    |    |    |    |    |    |    |    |    |    |    | 19 |    |    |    |    |    |    |    |    |    |    |    |    |    |
| 20 |    |    |    |    |    |    |    |    |    |    |    |    |    |    |    |    |    |    |    |    |    |    |    |    |    |    |    |    |    |    |    |    |    |    |    |    |    |    |    |    |    |    |    |    |    |    |    |    |    |    |    |    |    |    |    |    |    |    |    |    |    |    |    |    |    |    |    |    |    |    |    |    |    |    |    |    |    |    |    |    |    |    |    |    |    |    |    |    |    |
|    |    |    |    |    |    |    |    |    |    |    |    |    |    |    |    |    |    |    |    |    |    |    |    |    |    |    |    |    |    |    |    |    |    |    |    |    |    |    |    |    |    |    |    |    |    |    |    |    |    |    |    |    |    |    |    |    |    |    |    |    |    |    |    |    |    |    |    |    |    |    |    |    |    |    |    |    |    |    |    |    |    |    |    |    |    |    |    |    |    |
| D2 |    |    |    |    |    |    |    | 6  | 1  | 1  |    | 1  |    | 4  | 6  | 3  |    | 1  |    |    |    |    |    |    |    |    |    |    |    |    |    | 4  | 6  | 4  | 10 | 1  |    |    |    |    |    |    |    |    |    |    |    |    |    |    |    |    |    |    |    |    |    |    |    |    |    |    |    |    |    |    |    |    |    |    |    |    |    |    |    |    | 4  | 6  | 1  |    |    |    |    |    |    |    |    |    |    |

• Razem: Athletic Bilbao 69 razy zajął wyższe miejsce od derbowego rywala, Real Sociedad był lepszy 20 razy (stan na koniec sezonu 2019–20).